# ساوليوس كوزمينسكاس
ساوليوس كوزمينسكاس (بالليتوانية: Saulius Kuzminskas)‏ مواليد 30 مايو 1982، هو لاعب كرة سلة ليتواني سابق. بدأ مسيرته الاحترافية في سنة 1999. يبلغ طوله 6 قدم 11 بوصة (2.1 م). اعتزل اللعب في 2015.

## المسيرة الاحترافية
لعب مع ساكالي في موسم 1999–2000، ثم لعب مع شياولياي من سنة 2001 إلى 2003، ثم لعب مع ليتوفوس رايتس من سنة 2003 إلى 2005، ثم لعب مع بي سي إم جرافيلين في الدوري الفرنسي في موسم 2005–2006، ثم لعب مع إي دبليو إي باسكتس أولدنبورغ في الدوري الألماني في سنة 2007، ثم لعب مع شياولياي من سنة 2007 إلى 2009، ثم لعب مع ترفل سوبوت في موسم 2009–2010، ثم لعب مع فينتسبيلس في موسم 2010–2011.

## روابط خارجية
- ساوليوس كوزمينسكاس على موقع الاتحاد الدولي لكرة السلة (الإنجليزية)
- ساوليوس كوزمينسكاس على موقع كرة السلة الأوروبية.كوم (الإنجليزية)
- ساوليوس كوزمينسكاس على موقع كلية كرة السلة في سبورتس رفرنس.كوم (الإنجليزية)
- ساوليوس كوزمينسكاس على موقع ريلجم (الإنجليزية)
- ساوليوس كوزمينسكاس على موقع بروبوليرز (الإنجليزية)
- ساوليوس كوزمينسكاس على موقع سبورتس رفرنس (الإنجليزية)